# Siarczyn sodu
Siarczyn sodu (nazwa Stocka: siarczan(IV) sodu), Na
2SO
3 – nieorganiczny związek chemiczny, sól dwusodowa kwasu siarkawego.

## Otrzymywanie
Jest otrzymywany w reakcji gazowego dwutlenku siarki z roztworem węglanu sodu lub wodorotlenku sodu:
Na
2CO
3 + SO
2 → Na
2SO
3 + CO
2↑
2NaOH + SO
2 → Na
2SO
3 + H
2O
Reakcję najlepiej jest prowadzić w temperaturze 40 °C.
Przykładowo, 200 g węglanu sodu rozpuszcza się w 400 g destylowanej wody, podgrzewa do temp. 40–50 °C i nasyca dwutlenkiem siarki tak długo, aż odczyn roztworu przestanie być alkaliczny. Następnie dolewa się trochę stężonego roztworu węglanu sodu i pozostawia w lodówce do krystalizacji.
W reakcji z tlenem tworzy siarczan sodu.

## Właściwości
Jest to biała krystaliczna substancja rozpuszczalna w wodzie, glicerynie, nierozpuszczalna w alkoholu. Tworzy hydrat Na
2SO
3·7H
2O w formie dużych, bezbarwnych, jednoskośnych kryształów o gęstości 1,594 g/cm3. Obie sole powoli utleniają się na suchym powietrzu do siarczanu sodu (Na2SO4), ale sól nieuwodniona utlenia się trudniej.
Wykazuje nieciągłą zależność rozpuszczalności w wodzie od temperatury. W niskich temperaturach jego rozpuszczalność wzrasta, od ok. 13 g/100 g wody w −1–0 °C do 39 g/100 g wody w 33 °C. W tym zakresie stabilną fazą stałą jest Na
2SO
3·7H
2O, a powyżej 33 °C – bezwodny Na
2SO
3. Podczas dalszego wzrostu temperatury następuje spadek rozpuszczalności do 26 g/100 g wody w 100 °C. Możliwe jest jednak utrzymanie Na
2SO
3·7H
2O jako fazy metastabilnej do 36 °C, osiągając rozpuszczalność 42,6 g/100 g wody.

## Zastosowania
Jest stosowany jako dodatek do żywności (konserwant, E221), środek wybielający, dezynfekujący i konserwujący, jako dodatek do wywoływaczy i utrwalaczy fotograficznych, a także jako środek redukujący ścieki zawierające kwasy chromowe.